# Ne croyez surtout pas que je hurle
Pour plus de détails, voir Fiche technique et Distribution.
Ne croyez surtout pas que je hurle est un film français, premier long métrage réalisé par Frank Beauvais et sorti en 2019.

## Synopsis
Sous la forme d’un journal intime, le réalisateur nous parle d’événements intimes ayant eu lieu entre avril et octobre 2016, période durant laquelle il regarde plus de 400 films.

## Fiche technique
- Titre : Ne croyez surtout pas que je hurle
- Réalisation : Frank Beauvais
- Scénario : Frank Beauvais
- Son : Matthieu Deniau, Philippe Grivel, Olivier Demeaux
- Montage : Thomas Marchand
- Production : Les Films du Bélier - Les Films Hatari - Studio Orlando
- Distribution : Capricci Films
- Pays :  France
- Durée : 75 minutes
- Date de sortie  : France - 25 septembre 2019

## Distribution
- Frank Beauvais (voix)

## Sélections
- Festival européen du film fantastique de Strasbourg 2019[1]
- Festival international du film de La Rochelle 2019[2]
- Berlinale 2019[3]
- Cinéma du réel 2019[4]
- Sicilia Queer filmfest 2020[5]